# Buila-Vânturarița Nemzeti Park
A Buila-Vânturarița Nemzeti Park (románul: Parcul Național Buila-Vânturarița) védett terület Romániában, Vâlcea megye északi felének közepén, Costeşti, Bărbăteşti és Băile Olănești települések közigazgatási területén. A nemzeti park feladata a Déli-Kárpátokban található Páring-hegység hegyvidéki tájainak megóvása.

## Jellemzői
A nemzeti park a Buila-Vânturariţa maszívum lineáris mészkőgerincét veszi körbe, amely 14 km hosszú. A Bistriţa-szoros nyugati oldalától az Olăneşti-szoros keleti oldaláig húzódik, és a két hegycsúcs uralja, amelyekről a nevét is kapta: a Buila-csúcs (1849 m) és a Vânturariţa Mare-csúcs (1885 m).
A hegység a Déli-Kárpátok többségével ellentétben nem kristályos kőzetekből, hanem döntően jura időszaki mészkőből épül fel, így jellegzetes karsztformákban bővelkedik, sok  szurdok, karrmező, dolina, víznyelő és barlang található itt. Leglátványosabb szurdokai közé tartozik a Bistrita-, a Costest- és a Cheia-szurdok, amelyek igen mélyek és meredek falúak, így több reliktum faj élőhelyeként szolgálnak. Elszigetelt jellege és nehéz elérhetősége miatt a természetes tájnak számos közel érintetlenül megőrzött eleme van: a természetes élőhelyek, őserdők, számos védett növény- és állatfaj él a területen, de az ásványtani és paleontológiai lelőhelyek és a barlangok is ezek közé tartoznak.
A park vonzerejét és értékét a kultúrtörténeti emlékek is növelik: a közeli román ortodox kostorok közül kiemelkedik a Horezui kolostor, amely 1993 óta a világörökség része. További kolostorok az Arnota, Bistriţa, és a Frăsinei; a remetelakok közé Pătrunsa, Pahomie, Iezer, Bradu, Jgheaburi, illetve a denevérbarlangban található kis Ovidenia templom. Végül, de nem utolsósorban az olteniai régióra jellemző hegyi falvak hagyományai, népszokásai és sajátos építészete is a helyi értékek közé tartozik.

## Fordítás
- Ez a szócikk részben vagy egészben  a   Buila-Vânturarița National Park című angol Wikipédia-szócikk ezen változatának fordításán alapul.  Az eredeti cikk szerkesztőit annak laptörténete sorolja fel. Ez a jelzés csupán a megfogalmazás eredetét és a szerzői jogokat jelzi, nem szolgál a cikkben szereplő információk forrásmegjelöléseként.